# Sam Cooke
Pour les articles homonymes, voir Cooke.
 (juin 2023).
Si vous disposez d'ouvrages ou d'articles de référence ou si vous connaissez des sites web de qualité traitant du thème abordé ici, merci de compléter l'article en donnant les références utiles à sa vérifiabilité et en les liant à la section « Notes et références ».
Samuel Cook, plus connu sous son nom d'artiste Sam Cooke, est un auteur, compositeur et interprète de gospel et de soul, américain, né le 22 janvier 1931 à Clarksdale dans le Mississippi, et mort le 11 décembre 1964 à Los Angeles en Californie. Sa carrière, au summum au début des années 1960, puis brutalement interrompue par son meurtre, a fait du chanteur le « père spirituel » de la soul.

## Biographie

### Enfance
Sam Cooke, est né à Clarksdale dans l'État du Mississippi en 1931, d’Annie Mae et de Charles Cook, pasteur de la Church of Christ (Holiness). Alors qu'il est encore tout petit, la famille part s'installer à Chicago en 1933. Dès son plus jeune âge, Sam témoigne d'un goût et d'un talent certain pour le chant, surtout Gospel. Il fait un temps partie, avec trois de ses frères et sœurs, d'un groupe judicieusement baptisé The Singing Children ; par la suite, adolescent, le jeune Sam rejoint les Highway QCs, groupe gospel local. Parce qu'il y fait une forte impression, on lui propose, à l'âge de 19 ans (1951), de joindre la formation réputée des Soul Stirrers.

### Les débuts
Il sort alors plusieurs succès gospel, tels Jesus give me water et Touch the hem of his garment.
Gagnant en maturité et en confiance au sein du groupe, il devient une star aux yeux de la communauté noire américaine. Cooke, pourtant, voit au-delà de la sphère communautaire : ses premiers contacts avec l'industrie du disque et le succès du groupe lui ont donné l'envie de conquérir un public plus large encore.
C'est donc sous le pseudonyme de Dale Cooke qu'il enregistre Lovable, son premier single solo, en 1956 . La supercherie est vite démasquée, et le ton « pop » du titre fait scandale. Art Rupe (en), le puissant producteur à la tête de Specialty Records (le label des Soul Stirrers), n'est pourtant pas hostile par principe à une carrière en solo de Cooke (en qui il pouvait sentir un nouveau Little Richard) ; l'ambition du jeune chanteur et les divergences d'envies finissent par avoir raison de leur relation. Sam Cooke quitte le groupe et son label.

### You Send Me
Le label Keen engage le jeune chanteur début 1957. L'affaire se révèle très vite bonne : Sam Cooke enregistre, sous son véritable nom cette fois, You Send Me. Le titre, figurant sur la face B de son premier single chez Keen (le label ayant mis en avant, par sécurité, sa reprise de Summertime), rencontre un succès fabuleux : il reste six semaines en tête des ventes R&B et, fait rare pour l'époque, plus grande des ventes pop pendant trois semaines. Ce succès amène Cooke à sortir, début 1958, son premier album, simplement intitulé Sam Cooke.
Durant les deux années qu'il passe chez Keen, Cooke commercialise quatre albums sur lesquels figurent nombre de ses œuvres les plus marquantes : You Send Me, Wonderful World, Only Sixteen, For Sentimental Reasons, Crazy She Calls Me. L'artiste, excellent dans l'écriture et l'interprétation des ballades, adopte une douceur dans le style dont il ne s'écartera que rarement par la suite.

### Du R&B à la soul
En 1960, gêné par les marges que lui impose Keen et alors que se multiplient les propositions alternatives, Cooke signe chez RCA Records. Ses premiers FPs témoignent de la particularité d'un chanteur tiraillé entre ses origines artistiques (gospel) et ses ambitieuses aspirations (pop). Il adopte un style musical novateur, sorte de R&B mâtiné de mélancolie (My Kind of Blues, 1961), qu'il émaille pourtant parfois d'une énergie qui lui offre plusieurs tubes : Chain Gang, Twistin' the Night Away, et surtout Bring It on Home to Me.
L'année 1963 fait ainsi figure de rupture. Il enregistre cette année-là son septième album pour RCA, Night Beat. L'œuvre surprend par son traitement instrumental, minimaliste, Cooke ayant décidé de mettre pour la première fois sa voix en avant. Le résultat est d'une efficacité frappante, la force émotive du blues désormais bien connu du chanteur étant sublimée par la puissance de son interprétation. Peu après, il enregistre un album « live » lors d'un concert à Miami ; accompagné par King Curtis et son groupe, le chanteur, par sa communion avec le public et son énergie, pose les jalons d'un nouveau genre dont on lui attribuera a posteriori la paternité : la soul.
Fin 1963, Sam Cooke est l'un des artistes noirs les plus populaires de tous les temps. L'aisance économique due au succès, alors exceptionnelle pour un Afro-américain, lui permet d'envisager sérieusement l'indépendance totale dans la création artistique. Alors qu'il approche le métier de producteur, le chanteur empreint son travail du contexte socio-culturel de l'époque, particulièrement sensible à l'émergence d'un mouvement de la jeunesse poussé (notamment) par Bob Dylan et son Blowin' in the Wind. C'est ainsi qu'il écrit A Change is Gonna Come, considérée par beaucoup comme son chef-d'œuvre. Le titre figure sur le seizième album du chanteur, Ain't that Good News. C'est durant ces mêmes sessions que Cooke enregistre Shake, un titre pop résolument tourné vers le grand public.

### Mort par balle

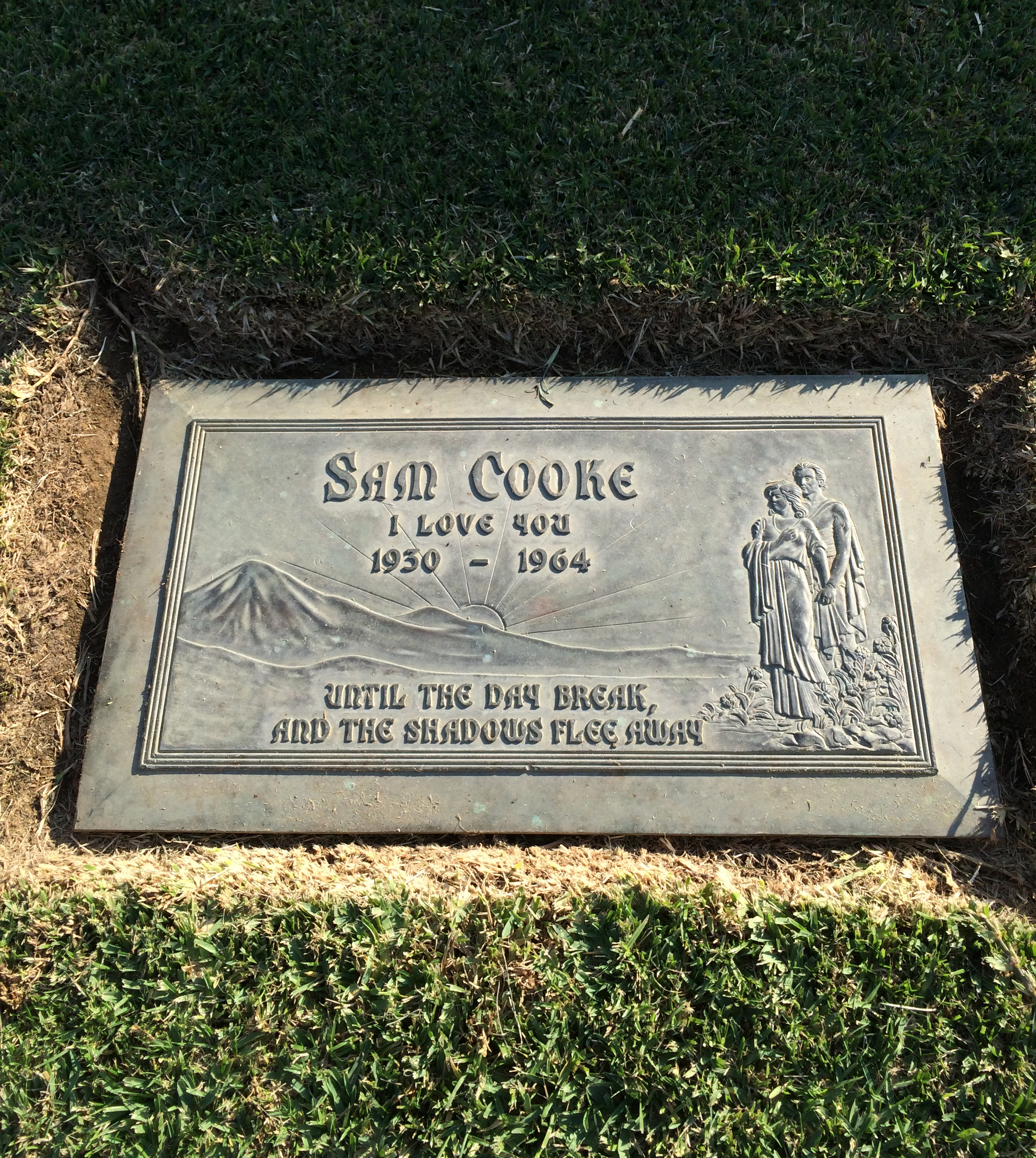
La tombe de Sam Cooke.

C'est à ce moment, qui semblait annoncer un tournant de carrière, que Sam Cooke est retrouvé mort le 11 décembre 1964 dans un motel californien. Il a été abattu d'une balle et a une grande blessure à la poitrine. Le flou entourant le mobile du crime a largement encouragé la polémique autour d'une mort qui choqua profondément la communauté afro-américaine. Sam Cooke est enterré au cimetière de Forest Lawn, en Californie.
En 2005, l'écrivain Peter Guralnick explique à la radio (et dans son livre Dream Boogie: The Triumph of Sam Cooke) que Sam Cooke aurait été victime d'un complot à cause de son activité dans les mouvements des droits civiques.

### Héritage
Au-delà des artistes soul tels Otis Redding, The Supremes ou Al Green, pour n'en citer que quelques-uns, dont les destins sont automatiquement liés à celui de Sam Cooke (comme ils le sont à celui de James Brown), nombreux sont ceux et celles qui se réclament du chanteur : les rockers The Animals, Simon et Garfunkel, Van Morrison, James Taylor, The Beatles (John Lennon en particulier), John Mayer, Bruce Springsteen, The Band, Terry Reid, Steve Perry, Peter Gabriel ; les rappeurs  Tupac, Nas, Joe Budden, The Roots ou encore Médine ; le réalisateur Spike Lee.

### Vie privée
Cooke a d'abord épousé la chanteuse et danseuse Dolores Elizabeth Milligan Cook — qui a pris le nom de scène "Dee Dee Mohawk" en 1953. Ils ont divorcé en 1958. Elle a été tuée dans un accident automobile à Fresno, en Californie, en 1959. Cooke a payé les frais funéraires de son ex-femme.
En 1958, Cooke a épousé sa deuxième épouse, Barbara Campbell (1935-2021), à Chicago. La cérémonie a été célébrée par son père. Le couple a eu trois enfants : Linda (née en 1953), Tracy (née en 1960), et Vincent (1961-1963), qui s'est noyé dans la piscine familiale.
Moins de trois mois après la mort de Cooke, Barbara épouse son ami Bobby Womack. Elle le quittera en 1970 après avoir découvert qu'il entretenait une liaison avec Linda Cooke, la fille de Sam et Barbara, alors âgée de 17 ans. Linda épousera par la suite le frère de Bobby, Cecil Womack, avec qui elle formera le duo Womack & Womack.
Cooke aurait également eu au moins trois autres enfants hors mariage. En 1958, une femme de Philadelphie, Connie Bolling, a affirmé que Cooke était le père de son fils. Cooke lui a versé à l'amiable un règlement estimé à 5 000 $.
En novembre 1958, Cooke a été impliqué dans un accident de voiture en allant de Saint-Louis à Greenville. Son chauffeur Edward Cunningham a été tué, tandis que Cooke, le guitariste Cliff White et le chanteur Lou Rawls ont été hospitalisés.
Sam Cooke est le père de Linda Womack (en), chanteuse de Womack & Womack et de Carla Cooke, également chanteuse, ainsi que le grand-père des Womack Sisters, chanteuses soul.

### Anecdotes
- Nombre d'albums de Sam Cooke furent commercialisés à la hâte, peu après la mort du chanteur. Au-delà de l'opportunisme de la démarche commerciale, il faut souligner que ce brusque sursaut de popularité a permis aux fans de l'artiste de découvrir l'essentiel de son œuvre avec les Soul Stirrers, à travers le complet et éponyme album de 1964, mais surtout The Gospel Soul en 1965.
- Deux éléments antérieurs à l'enregistrement du morceau ajoutent à la force de A Change Is Gonna Come : la mort de Vincent Cooke, le fils de Sam alors âgé de 18 mois, en juin ; et le refoulement d'un hôtel « whites only » suivi de l'arrestation pure et simple de Cooke et de son groupe, en Louisiane, en octobre.
- A Change Is Gonna Come est la chanson préférée de Julian Casablancas, chanteur du groupe The Strokes, comme il l'a déclaré au journal anglais The Guardian dans un article publié le 31 octobre 2003.

## Discographie

### Albums studio
- 1958 : Songs by Sam Cooke (en) (Keen)
- 1958 : Encore (en) (Keen)
- 1959 : Tribute to the Lady (en) (Keen)
- 1960 : The Wonderful World of Sam Cooke (en) (Keen)
- 1960 : Cooke's Tour (en) (RCA Victor)
- 1960 : Hits of the 50's (en) (RCA Victor)
- 1961 : Swing Low (en) (RCA Victor)
- 1961 : My Kind of Blues (en) (RCA Victor)
- 1962 : Twistin' the Night Away (en) (RCA Victor)
- 1963 : Mr. Soul (en) (RCA Victor)
- 1963 : Night Beat (RCA Victor)
- 1964 : Ain't That Good News (en) (RCA Victor)
- 1964 : 3 Great Guys (en) (RCA Victor) – avec Paul Anka et Neil Sedaka
- 1965 : Shake (en) (RCA Victor)
- 1965 : Try a Little Love (en) (RCA Victor)

### Albums en concert
- 1964 : Sam Cooke at the Copa (en) (RCA Victor)
- 1985 : Live at the Harlem Square Club, 1963 (RCA)

### Compilations
- 1959 : Hit Kit (Keen)
- 1960 : I Thank God (Keen)
- 1962 : The Best of Sam Cooke (RCA Victor)
- 1965 : The Best of Sam Cooke, Volume II (RCA Victor)
- 1966 : The Unforgettable Sam Cooke (RCA Victor)
- 1969 : The One and Only (RCA)
- 1970 : This Is Sam Cooke (RCA)
- 1986 : The Man and His Music (RCA)
- 1995 : The Rhythm and the Blues (RCA)
- 1998 : Greatest Hits (RCA)
- 2002 : Keep Movin' On (ABKCO)
- 2003 : Portrait of a Legend: 1951–1964 (ABKCO)

### Singles
- 1957 : You Send Me / Summertime
- 1957 : I'll Come Running Back to You / Forever
- 1957 : (I Love You) For Sentimental Reasons / Desire Me
- 1958 : That's All I Need to Know / I Don't Want to Cry
- 1958 : You Were Made for Me / Lonely Island
- 1958 : Stealing Kisses / All of My Life
- 1958 : Win Your Love for Me / Love Song from Houseboat ou Almost in your arms : chanson du film La péniche du bonheur (1958, Houseboat) de Melville Shavelson avec Cary Grant et Sophia Loren
- 1958 : Blue Moon / Love You Most of All
- 1959 : I Need You Now / Happy in Love
- 1959 : Everybody Loves to Cha Cha Cha / Little Things You Do
- 1959 : Only Sixteen / Let's Go Steady Again
- 1959 : Summertime (Part 1) / Summertime (Part 2)
- 1959 : There, I've Said It Again / One Hour Ahead of the Posse
- 1960 : Mary, Mary Lou / Ee-Yi-Ee-Yi-Oh
- 1960 : T'Aint Nobody's Bizness / No One (Can Ever Take Your Place)
- 1960 : Teenage Sonata / If You Were the Only Girl
- 1960 : You Understand Me / I Belong to Your Heart
- 1960 : Wonderful World / Along the Navajo Trail
- 1960 : With You / I Thank God
- 1960 : Chain Gang / I Fall in Love Every Day
- 1960 : So Glamorous / Steal Away
- 1960 : Sad Mood / Love Me
- 1961 : That's It, I Quit, I'm Movin' On / What Do You Say
- 1961 : Cupid / Farewell, My Darling
- 1961 : Feel It / It's All Right
- 1961 : Just for You / Made for Me
- 1962 : Twistin' the Night Away / One More Time
- 1962 : Twistin' in the Kitchen with Dinah / A Whole Lotta Woman
- 1962 : Bring It on Home to Me / Having a Party
- 1962 : Nothing Can Change This Love / Somebody Have Mercy
- 1962 : Send Me Some Lovin' / Baby, Baby, Baby
- 1963 : Another Saturday Night (en) / Love Will Find a Way
- 1963 : Frankie and Johnny / Cool Train
- 1963 : Little Red Rooster / You Gotta Move
- 1964 : Good News (en) / Basin Street Blues
- 1964 : Good Times / Tennessee Waltz
- 1964 : That's Where It's At / Cousin of Mine
- 1964 : Shake / A Change Is Gonna Come
- 1964 : Another Saturday Night / Send Me Some Lovin'
- 1965 : It's Got the Whole World Shakin' / (Somebody) Ease My Troublin' Mind
- 1965 : When a Boy Falls in Love / The Piper
- 1965 : Sugar Dumpling / Bridge of Tears
- 1966 : Feel It / That's All
- 1966 : Let's Go Steady Again / Trouble Blues
- 1966 : Meet Me at Mary's Place / If I Had a Hammer
- 1970 : The Last Mile of the Way / Must Jesus Bear the Cross Alone
- 1985 : Bring It On Home to Me / Nothing Can Change This Love
- 1986 : Wonderful World / Chain Gang
- 1986 : Another Saturday Night / You Send Me

## Récompenses
Au cours de sa carrière, il a reçu 6 nominations aux Grammy Awards .
- Grammy Lifetime Achievement Award (1999)
- Songwriters Hall of Fame
- Rock and Roll Hall of Fame.